# 美利坚镇区 (俄亥俄州艾伦县)
美利坚镇区是美国俄亥俄州艾伦县的一个镇区，2010年美国人口普查时有14381人居住在该镇区（不包括利马），其中12,476人居住在未建制社区。
俄亥俄州仅有这一个美利坚镇区。

## 地理
美利坚镇区位于艾伦县中部，与以下镇区接壤：
- 休格克里克镇区 - 北
- 巴斯镇区 - 东
- 佩里镇区 - 东南角
- 肖尼镇区 - 南
- 阿曼达镇区 - 西南
- 马里昂镇区 - 西北

埃利达位于该镇去西北，艾伦县县治利马市的一部分位于该镇区的东南。

## 历史
美利坚镇区建于1918年，最初命名为德意志镇区。后来镇区人民成功通过请愿将镇区改为现在的名字。

## 政府
镇区有3人组成的理事会管理。理事会理事选举在奇数年11月举行，并在来年1月1日开始四年任期。两名理事的选举在总统选举后一年举行，另一名的选举在总统选举前一年举行。镇区财务官亦由选举产生，与一名镇区理事选举同时举行，不过在来年4月1日才开始四年任期。若财务官或理事职位有空缺，将由剩余理事填补。